# دردار هاربني
دردار هاربني (الاسم العلمي:Ulmus harbinensis) هو نوع من النباتات يتبع جنس الدردار من الفصيلة الدردارية.	
سمي هذا النوع من الأشجار نسبة إلى منطقة هاربن في الصين.